# Vinary (Ústí nad Orlicí-i járás)
Vinary település Csehországban, az Ústí nad Orlicí-i járásban. Vinary Jenišovice, Chroustovice, Stradouň, Řepníky és Vraclav településekkel határos. Lakosainak száma 134 fő (2024. január 1.).

## Népesség
A település lakosságának változását az alábbi diagram mutatja:
| Lakosok száma | 380  | 402  | 305  | 242  | 171  | 127  | 132  | 130  | 136  | 134  |
|               | 1869 | 1890 | 1921 | 1950 | 1980 | 2001 | 2017 | 2019 | 2022 | 2024 |